# Emydinae
Los emídinos (Emydinae) son una subfamilia de tortugas de la familia Emydidae.

## Clasificación
Contiene los siguientes géneros:
- - Género Emys
  - Género Emydoidea
  - Género Actinemys
  - Género Clemmys
  - Género Glyptemys
  - Género Terrapene